# تپه قلعه گلینه سفلی
تپه قلعه گلینه سفلی مربوط به مس سنگ است و در شهرستان کرمانشاه، بخش کوزران، دهستان سنجابی، شمال روستای قلعه گلینه سفلی واقع شده و این اثر در تاریخ ۲۷ اسفند ۱۳۸۶ با شمارهٔ ثبت ۲۲۴۲۰ به‌عنوان یکی از آثار ملی ایران به ثبت رسیده است.